# درازنیزه

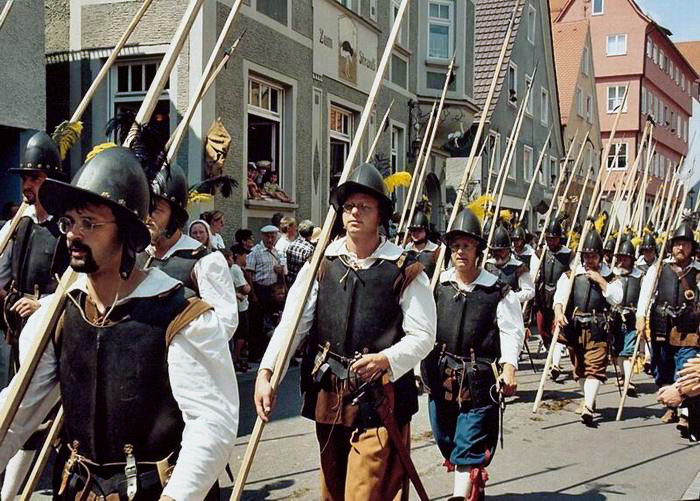
رژه درازنیزه‌داران.

درازنیزه (انگلیسی: Pike) چوب دراز و باریکی است که نوکی فلزی دارد و در قدیم از سوی پیاده‌نظام برای دفاع در برابر حمله سواره‌نظام استفاده می‌شده‌است. سپاهیان پیاده، درازنیزه را به طور مورب رو به دشمن بر روی زمین تکیه می‌دادند تا با حمله سواره‌ها، نوک درازنیزه به سینه اسب‌ها فرو رود.